# Якірці (рослина)

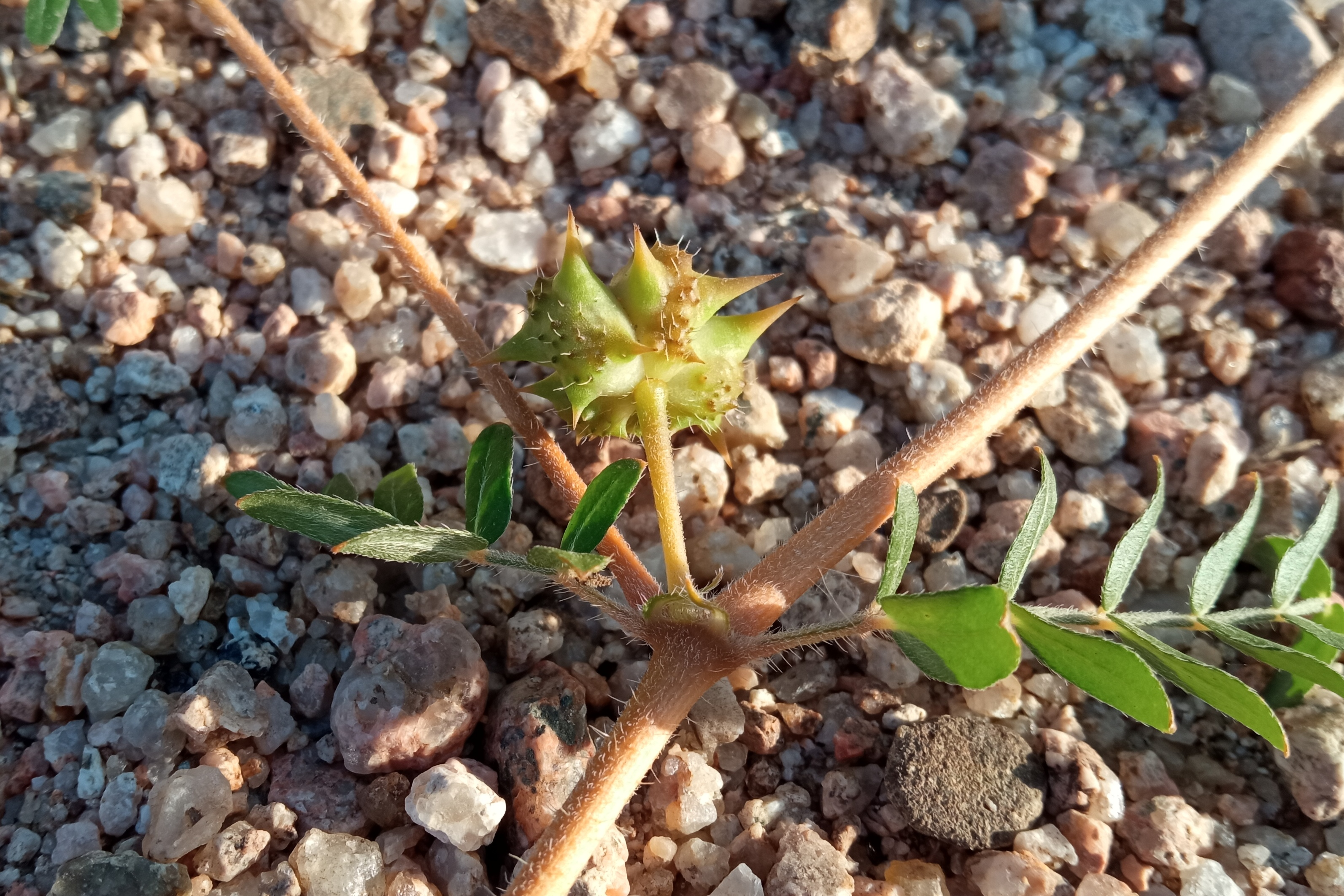
Плід якірців

Якірці (Tribulus) — рід переважно однорічних трав'янистих рослин родини парнолистових (Zygophyllaceae).

## Поширення
Існує близько 20 видів якірців, насамперед розповсюджених у східній частині Середземномор'я, а також на півдні Африки і в Америці, у СНД — 2 види.  У медицині використовують якірці сланкі — Trіbulus terrеstris L., народна назва — бабині зуби. Ростуть на Півдні України (у Криму включно), у Молдові, Центральній Азії й на Кавказі.

## Опис
Однорічна рослина з тонким коренем і простягненими на землі гіллястими стеблами до 10—50 см завдовжки, культивується. Листки супротивні, парноперисті, з 6—8 парами довгастих листочків. Квітки жовті, дрібні, поодинокі, розташовані в пазухах листків. Плоди часточкові, складаються з 5 зірчасто розташованих плодиків (мерикарпіїв) з гострими колючками. Цвіте у червні—липні. Росте на сухих піщаних місцях, баштанах, городах, полях та на узбіччях доріг.

## Властивості
- Як ЛРС використовують усю надземну частину сланких якірців — Herba Tribuli terrestris. Заготовляють траву у фазу цвітіння й плодоносіння, висмикуючи її з коренями, сушать як у тіні, так і на сонці.
- Основними діючими речовинами сланких якірців є стероїдні сапоніни (0,7—2%): діосцин(інші мови), грацилін, тігогенін, гекогенін (12-оксотигогенін); флавоноїди: астрагалін(інші мови), трибулозид(інші мови), рутин; дубильні речовини, смоли, аскорбінова кислота.
- Рідкий екстракт сланких якірців виявляє сечогінні, протисклеротичні та гіпотензивні властивості, стимулює секрецію шлунка.[1]